# Tone Damli
Tone Damli Aaberge er en popsanger fra Norge. Hun blev berømt, som deltager i den norske udgave af Idols i 2005, hvor hun blev nummer to efter Jorun Stiansen i finalen.
Hun deltog i Melodi Grand Prix 2009, hvor hun fik en andenplads efterAlexander Rybak, der vandt først det norske grand prix, og derefter det internationale grand prix.
I 2012 lavet duetten "Imagine" med Eric Saade fra Sverige, som også gjorde hende kendt i Danmark.

## Diskografi

### Albums
| Titel         | Albumdetaljer                                                                         | Højeste hitlisteplacering | Højeste hitlisteplacering |
| Titel         | Albumdetaljer                                                                         | NOR                       | GRE                       |
| ------------- | ------------------------------------------------------------------------------------- | ------------------------- | ------------------------- |
| Bliss         | - Released: 5 December 2005 - Label: Eccentric Music - Formats: CD                    | 14                        | —                         |
| Sweet Fever   | - Released: 8 May 2007 - Label: Eccentric Music - Formats: CD, digital download       | 8                         | —                         |
| I Know        | - Released: 30 March 2009 - Label: Eccentric Music - Formats: CD, digital download    | 3                         | 32                        |
| Cocool        | - Released: 18 October 2010 - Label: Eccentric Music - Formats: CD, digital download  | 22                        | —                         |
| Looking Back  | - Released: 27 April 2012 - Label: Eccentric Music - Formats: CD, digital download    | 13                        | —                         |
| Di Første Jul | - Released: 17 November 2014 - Label: Eccentric Music - Formats: CD, digital download | 9                         | —                         |

#### EP'er
| Titel     | Albumdetaljer                                                                    |
| --------- | -------------------------------------------------------------------------------- |
| Heartkill | - Released: 20 January 2014 - Label: Eccentric Music - Formats: Digital download |

### Singler
| År   | Titel                                  | Højeste hitlisteplacering | Højeste hitlisteplacering | Album         |
| År   | Titel                                  | NOR                       | SWE                       | Album         |
| ---- | -------------------------------------- | ------------------------- | ------------------------- | ------------- |
| 2005 | "The Bliss Song"                       | —                         | —                         | Bliss         |
| 2006 | "Somewhere Soft to Land"               | —                         | —                         | Bliss         |
| 2007 | "Fever"                                | 6                         | —                         | Sweet Fever   |
| 2007 | "Young and Foolish"                    | —                         | —                         | Sweet Fever   |
| 2009 | "Butterflies"                          | 2                         | —                         | I Know        |
| 2009 | "I Know"                               | 4                         | —                         | I Know        |
| 2010 | "I Love You"                           | 7                         | —                         | Cocool        |
| 2010 | "Crazy Cool"                           | —                         | —                         | Cocool        |
| 2010 | "Stuck in My Head" (featuring Vinni)   | 2                         | —                         | Cocool        |
| 2012 | "Look Back"                            | 8                         | —                         | Looking Back  |
| 2012 | "Imagine" (featuring Eric Saade)       | 9                         | 49                        | Looking Back  |
| 2012 | "Smash"                                | —                         | —                         | Heartkill EP  |
| 2013 | "Hello Goodbye" (with Erik Segerstedt) | —                         | 14                        | Heartkill EP  |
| 2013 | "Winner of a Losing Game"              | 1                         | —                         | Heartkill EP  |
| 2013 | "Perfect World"                        | —                         | —                         | Heartkill EP  |
| 2014 | "Heartkill"                            | —                         | —                         | Heartkill EP  |
| 2014 | "Di Første Jul"                        | —                         | —                         | Di Første Jul |
| 2017 | "Pinnacle"                             | —                         | —                         | TBA           |
| 2017 | "Strangers"                            | 21                        | —                         | TBA           |
| 2018 | "Seasick"                              | —                         | —                         | TBA           |
| 2020 | "Hurt Sometimes"                       | —                         | —                         | TBA           |
| 2020 | "If I Can't Have You"                  | —                         | —                         | TBA           |
| 2020 | "Skyfri himmel"                        | —                         | —                         | TBA           |

Noter
1. Releases until 2009 credited to Tone Damli Aaberge. From 2010 onward to Tone Damli.